# Cyclophora infuscata
Cyclophora infuscata là một loài bướm đêm trong họ Geometridae.